# Léon M’ba
Léon M’ba (ur. 9 lutego 1902 w Libreville, zm. 28 listopada 1967 w Paryżu) – gaboński polityk, pierwszy prezydent Gabonu, od 17 sierpnia 1960 do 17 lutego 1964 i ponownie od 20 lutego 1964 do 28 listopada 1967. Przywódca Gabońskiego Bloku Demokratycznego (BDG), rzecznik ścisłej współpracy z Francją.